# Bathycrininae
Bathycrininae zijn een onderfamilie van zeelelies uit de orde van de haarsterren (Comatulida).

## Geslachten
- Bathycrinus Thomson, 1872
- Discolocrinus Mironov, 2008
- Monachocrinus A.H. Clark, 1913
- Naumachocrinus A.H. Clark, 1912